# Kelly Clarkson
Kelly Brianne Clarkson (Fort Worth, Texas; 24 de abril de 1982) es una cantante, compositora, actriz y presentadora estadounidense. Saltó a la fama después de ganar la primera temporada de American Idol en 2002, lo que le valió un contrato discográfico con RCA Records. Su sencillo de debut, «A Moment Like This», encabezó el Billboard Hot 100 de Estados Unidos y se convirtió en el sencillo más vendido del país en 2002. Se incluyó en su álbum de estudio debut, Thankful (2003), que entró en la cima del Billboard 200. Para reinventar su imagen, Clarkson se separó de la gerencia de Idol y cambió al pop rock para su segundo álbum de estudio, Breakaway (2004). Con el apoyo de cuatro sencillos entre los diez primeros en Estados Unidos, la canción principal, «Since U Been Gone», «Behind These Hazel Eyes» y «Because of You», Breakaway vendió más de 12 millones de copias en todo el mundo y ganó dos premios Grammy.
Clarkson asumió un mayor control creativo para su tercer álbum de estudio, My December (2007), coescribió todas sus pistas y se convirtió en su productora ejecutiva. Sin embargo, su sello discográfico no estaba satisfecho con la música rock más oscura del álbum y lo promocionó de mala gana. El cuarto y quinto álbum de estudio de Clarkson, All I Ever Wanted (2009) y Stronger (2011), regresaron a un tono más ligero y un sonido pop rock, convirtiéndose el primero en su segundo álbum número uno en Estados Unidos y el segundo convirtiéndola en la primera artista en ganar el Premio Grammy al mejor álbum de pop vocal dos veces. Ambos álbumes generaron un sencillo número uno en el Hot 100: «My Life Would Suck Without You», que tiene el récord del mayor salto al número uno en la historia de la lista, y «Stronger (What Doesn't Kill You)», que se convirtió en su sencillo más vendido en todo el mundo. Clarkson luego tuvo el álbum navideño más vendido del año con Wrapped in Red (2013). Su sencillo, «Underneath the Tree», fue nombrada la canción navideña más popular de ASCAP lanzada en el siglo XXI. Su séptimo álbum de estudio, Piece by Piece (2015), debutó en el número uno en los Estados Unidos, mientras que su tema principal alcanzó los diez primeros. Después de dejar RCA y firmar con Atlantic Records en 2016, Clarkson lanzó su octavo álbum de influencia soul, Meaning of Life (2017), y su segundo álbum navideño, When Christmas Comes Around... (2021).
Clarkson ha vendido más de 25 millones de álbumes y 45 millones de sencillos en todo el mundo. Tiene 11 sencillos entre los diez primeros en los Estados Unidos y nueve sencillos entre los diez primeros en el Reino Unido, Canadá y Australia. Se convirtió en la primera artista en la historia en encabezar cada una de las listas de éxitos pop, adult contemporary, adult pop, country y dance de Billboard. Clarkson también se desempeñó como entrenadora en The Voice desde su decimocuarta temporada hasta la vigésimaprimera temporada, y desde 2019 presenta su propio programa de entrevistas, The Kelly Clarkson Show. Entre sus numerosos elogios, Clarkson ha recibido tres MTV Video Music Awards, tres Premios Grammy, cuatro American Music Awards, dos Academy of Country Music Awards, cinco Premios Daytime Emmy y una estrella en el Paseo de la Fama de Hollywood. Billboard ha aclamado a Clarkson como «una de las mejores cantantes de la música pop», y la ha honrado con el premio Powerhouse, mientras que VH1 la clasificó decimonovena en su lista de las 100 mujeres más grandes de la música.

## Biografía y carrera artística

### 1982-2002: Primeros años de vida y comienzos de carrera
Kelly Brianne Clarkson nació el 24 de abril de 1982 en Fort Worth, Texas, hija de Jeanne Ann (de soltera Rose), maestra de inglés de primer grado, y Stephen Michael Clarkson, ex ingeniero. Es la menor de tres hijos, tiene un hermano llamado Jason y una hermana llamada Alyssa. Clarkson también tiene dos medios hermanos menores del segundo matrimonio de su padre. Sus padres se divorciaron cuando ella tenía seis años, por lo que su hermano se fue a vivir con su padre, su hermana se fue a vivir con una tía y ella se quedó con su madre. La madre de Clarkson luego se casó con Jimmy Taylor. Clarkson es de ascendencia inglesa, galesa, irlandesa y griega. Su madre es descendiente del senador estatal republicano Isaiah Rose, cuya historia de vida se discutió en el episodio de Clarkson de Who Do You Think You Are? en 2013. Clarkson se crio como bautista del sur. Ella ha dicho: «Siempre crecí en la iglesia. Fui la líder de nuestro grupo de jóvenes. Siempre crecí bastante cerca de la iglesia y con Dios. Pero creo que me he acercado mucho más solo porque Él es el solo uno en el que puedo apoyarme». Más tarde dijo sobre su educación: «Mi familia era muy conservadora; tenía que ir a la iglesia los domingos y miércoles».
Clarkson se educó en la escuela secundaria Pauline Hughes. En séptimo grado, la maestra de coro de la escuela, Cynthia Glenn, la escuchó cantar en un pasillo y le pidió que hiciera una audición para el coro de la escuela. Clarkson le dijo que nunca había recibido ningún entrenamiento vocal profesional. Clarkson se graduó de Burleson High School en 2000, donde actuó en varios musicales, como Annie Get Your Gun, Seven Brides for Seven Brothers y Brigadoon. Clarkson comenzó a entrenar su voz con la esperanza de obtener una beca universitaria en música.
Después de graduarse de la escuela secundaria, Clarkson rechazó becas completas para universidades de Texas. Trabajó en varios trabajos para financiar una demostración, grabando material y tratando de comercializarlo con sellos discográficos, pero recibió poca respuesta. Clarkson rechazó dos contratos de grabación de Jive Records e Interscope Records, diciendo: «Me habrían encasillado por completo como un acto de chicle. Estaba lo suficientemente seguro de que vendría algo mejor». En 2001, viajó a Los Ángeles, siguiendo una carrera en la música. Apareció como extra en algunas series de televisión como Sabrina, the Teenage Witch y Dharma & Greg, y trabajó brevemente con el músico Gerry Goffin para grabar cinco pistas de demostración en un esfuerzo por asegurar un contrato discográfico. Según Clarkson, sus primeros intentos de lanzar su carrera musical fracasaron cuando casi todos los sellos discográficos estadounidenses la rechazaron por sonar «demasiado negra». La falta de otras oportunidades profesionales y un incendio en su apartamento obligaron a Clarkson a regresar a Burleson, donde trabajó en un cine, promocionó las bebidas energéticas Red Bull, trabajó como vendedora telefónica y camarera en un club de comedia.

### 2002-2003:American Idol,World IdolyThankful

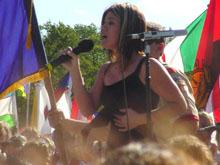
Clarkson en el Lincoln Memorial en Washington D. C., el 11 de septiembre de 2002, luego de su victoria en Idol.

Al regresar a Burleson, sus amigos animaron a Clarkson a hacer una audición para la temporada inaugural de la serie de telerrealidad American Idol: The Search for a Superstar en mayo de 2002. A pesar de recibir un «boleto dorado», un pase para las rondas de Hollywood, en el estreno de la serie, Clarkson hizo su primera aparición durante el segundo episodio. En una entrevista en 2012, Clarkson se refirió a la temporada inaugural como «gueto», y explicó: «En nuestra temporada éramos como niños en el campamento. Nadie sabía qué hacer. El programa cambiaba todos los días. Hicieron una temporada de Pop Idol en el Reino Unido, pero Estados Unidos es un mercado muy diferente. Nos dejaron en un centro comercial y dijeron: «busca ropa para usar en la televisión nacional». Quizás soy lo más cercano a la basura blanca que puedes encontrar. ¿Qué compro? ¿Pantalones blancos, supongo? Definitivamente me veía como una camarera de cócteles». Clarkson ganó la competencia el 4 de septiembre de 2002, en el Kodak Theatre (ahora Dolby), obteniendo el 58% de los votos contra el subcampeón Justin Guarini.
Inmediatamente después de ganar American Idol, Clarkson firmó un contrato discográfico con RCA Records, 19 Recordings y S Records por parte del gerente de talentos Simon Fuller, quien creó American Idol, y el magnate de la música Clive Davis, quien estaba programado para ser productor ejecutivo de su álbum debut. El 17 de septiembre de 2002, se lanzó su sencillo debut de doble cara A, «Before Your Love»/«A Moment Like This». Ambas canciones fueron interpretadas por Clarkson durante el final de temporada de American Idol. Después de debutar en el número 60 en la lista Billboard Hot 100, el sencillo subió al número 52 la semana siguiente y posteriormente ascendió al número uno. Rompió un récord de 38 años establecido por la banda británica The Beatles por el salto más grande al número uno. Finalmente se convirtió en el sencillo más vendido de 2002 en los Estados Unidos.
| Actuaciones y resultados de la primera temporada de American Idol | Actuaciones y resultados de la primera temporada de American Idol | Actuaciones y resultados de la primera temporada de American Idol | Actuaciones y resultados de la primera temporada de American Idol | Actuaciones y resultados de la primera temporada de American Idol | Actuaciones y resultados de la primera temporada de American Idol |
| Semana #                                                          | Tema                                                              | Elección de canción                                               | Artista original                                                  | Orden #                                                           | Resultado                                                         |
| ----------------------------------------------------------------- | ----------------------------------------------------------------- | ----------------------------------------------------------------- | ----------------------------------------------------------------- | ----------------------------------------------------------------- | ----------------------------------------------------------------- |
| Audition                                                          | Dallas                                                            | «Express Yourself» «At Last»                                      | Madonna Glenn Miller y su orquesta                                | N/A                                                               | Avanzada                                                          |
| Top 121                                                           | Hollywood Round 1                                                 | «Respect»                                                         | Otis Redding                                                      | N/A                                                               | Avanzada                                                          |
| Top 65                                                            | Hollywood Round 2                                                 | «I Say a Little Prayer»                                           | Dionne Warwick                                                    | N/A                                                               | Avanzada                                                          |
| Top 45                                                            | Hollywood Round 3                                                 | «Save the Best for Last»                                          | Vanessa Williams                                                  | N/A                                                               | Avanzada                                                          |
| Top 30                                                            | Semifinal/Grupo 2                                                 | «Respect»                                                         | Otis Redding                                                      | 9                                                                 | Avanzada                                                          |
| Top 10                                                            | Motown                                                            | «You're All I Need to Get By»                                     | Marvin Gaye y Tammi Terrell                                       | 8                                                                 | Segura                                                            |
| Top 8                                                             | Años 1960                                                         | «(You Make Me Feel Like) A Natural Woman»                         | Aretha Franklin                                                   | 5                                                                 | Segura                                                            |
| Top 7                                                             | Años 1970                                                         | «Don't Play That Song (You Lied)»                                 | Ben E. King                                                       | 5                                                                 | Segura                                                            |
| Top 6                                                             | Gran Banda                                                        | «Stuff Like That There»                                           | Betty Hutton                                                      | 6                                                                 | Segura                                                            |
| Top 5                                                             | Canciones de amor de Burt Bacharach                               | «Walk On By»                                                      | Dionne Warwick                                                    | 1                                                                 | Segura                                                            |
| Top 4                                                             | Años 1980 Años1990                                                | «It's Raining Men» «I Surrender»                                  | The Weather Girls Celine Dion                                     | 3 7                                                               | Segura                                                            |
| Top 3                                                             | Elección del Idol Elección de los jueces                          | «Think Twice» «Without You»                                       | Celine Dion Badfinger                                             | 3 6                                                               | Segura                                                            |
| Top 2                                                             | Final                                                             | «A Moment Like This» «Respect» «Before Your Love»                 | Kelly Clarkson Otis Redding Kelly Clarkson                        | 2 4 6                                                             | Ganadora                                                          |

El álbum debut de Clarkson, Thankful, fue lanzado el 15 de abril de 2003. El álbum contenía aspectos de pop, R&B contemporáneo y música gospel, con varios músicos establecidos como Rhett Lawrence, Diane Warren, The Underdogs y Babyface contribuyendo a las pistas. Lanzado durante una época de dominio del R&B urbano, el álbum fue bien recibido por varios críticos. El crítico de AllMusic Stephen Thomas Erlewine elogió el álbum por su capacidad vocal: «A lo largo de este disco, (Clarkson) hace que parezca fácil y encantador. Puede cantar, puede cantar una canción, puede ser sexy y atrevida sin dejar de ser elegante y tan saludable como la chica de al lado». Henry Goldblatt de Entertainment Weekly comentó: «Clarkson se desliza a través de octavas con el control magistral de alguien que ha estado haciendo esto durante décadas». Thankful fue un éxito comercial, debutando en el número uno en la lista Billboard 200 y vendió más de 4,5 millones de copias en todo el mundo. Más tarde fue certificado doble platino por la RIAA, platino en Canadá y oro en Japón y Australia.
Su sencillo principal, «Miss Independent», se convirtió en su primer éxito internacional, alcanzando los diez primeros en cinco listas nacionales, incluidas las de Estados Unidos. Más tarde fue certificado oro por la RIAA. Le valió a Clarkson su primera nominación al premio Grammy por «Mejor interpretación vocal pop femenina» en la 46.ª edición de los Premios Grammy. Le siguieron dos sencillos de éxito moderado, «Low» y «The Trouble with Love Is»; este último se utilizó en la banda sonora de la película romántica británica Love Actually. Su primer álbum de video, Miss Independent, fue lanzado el 18 de noviembre de 2003 y fue certificado oro por la RIAA. Para apoyar a Thankful, Clarkson y el subcampeón de la segunda temporada de Idol, Clay Aiken, encabezaron conjuntamente la gira Independent Tour de 2004 por los Estados Unidos.
Clarkson hizo su debut cinematográfico con Guarini con el lanzamiento de la película de comedia romántica musical From Justin to Kelly en junio de 2003. La película fue mal recibida por la crítica y no tuvo éxito en la taquilla, y Clarkson explicó que ella estaba «contractualmente obligada» a hacer la película y no le gustó. En 2002, Clarkson, junto con los jueces de American Idol Paula Abdul y Randy Jackson y los presentadores Brian Dunkleman y Ryan Seacrest, participaron en el estreno de la octava temporada de la serie de comedia de televisión MADtv. También interpretó a Brenda Lee en dos episodios del drama televisivo American Dreams entre 2003 y 2004. El 25 de diciembre de 2003, Clarkson participó en la competencia especial de televisión World Idol en Londres, junto con los ganadores inaugurales de varias series de televisión Idol en todo el mundo. Clarkson estaba obligada por contrato a participar e interpretó «(You Make Me Feel Like) A Natural Woman» de Aretha Franklin. Terminó como subcampeona con 97 puntos, detrás del primer ídolo noruego Kurt Nilsen.

### 2004-2006: Nueva administración yBreakaway

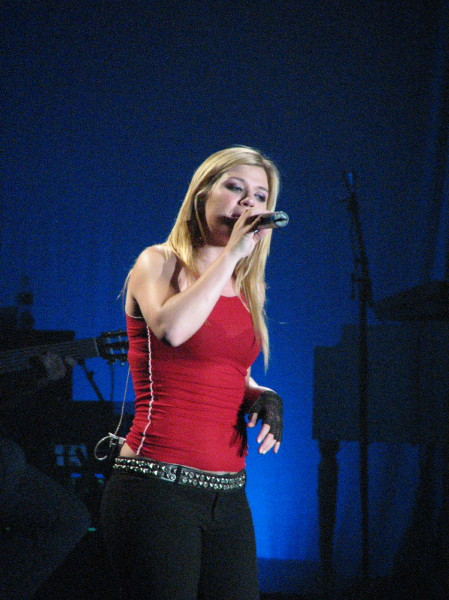
Clarkson durante su gira de conciertos Hazel Eyes el 15 de noviembre de 2005 en Canberra, Australia.

Tratando de distanciarse de su imagen de American Idol, Clarkson decidió separarse de Fuller y 19 Management y contrató los servicios del gerente de talentos Jeff Kwatinetz de The Firm. Reinventó su dirección musical desarrollando un sonido más orientado al rock con su segundo álbum de estudio, Breakaway. Davis se desempeñó como productor ejecutivo del disco, mientras que Clarkson coescribió seis de las pistas con compositores de pop y rock como los exmiembros de la banda Evanescence Ben Moody y David Hodges, Kara DioGuardi, Dr. Luke y Max Martin. Breakaway recibió elogios de la crítica, con Erlewine de AllMusic comentando: «Lo que le da a Breakaway su columna vertebral son las melodías pop impulsivas e icónicas, números que suenan simultáneamente convencionales y juveniles, lo cual es un truco difícil de lograr, y son las pistas que ilustran a Clarkson. es una cosa rara en la década de 2000: un cantante pop que no es ni moderno ni cuadrado, sino sólido y disfrutable en la corriente principal».
Breakaway fue lanzado el 30 de noviembre de 2004 y se convirtió en el álbum de mayor éxito comercial de Clarkson. Después de debutar en el número tres en el Billboard 200, su longevidad le permitió convertirse en el tercer álbum más vendido de 2005 en los Estados Unidos y fue certificado séxtuple platino por la RIAA. El álbum también tuvo éxito en todo el mundo; encabezó las listas de éxitos en los Países Bajos e Irlanda, se convirtió en el séptimo álbum más vendido del mundo en 2005 y vendió más de doce millones de copias en todo el mundo. Clarkson apoyó a Breakaway con el Breakaway World Tour, que tuvo lugar entre 2005 y 2006.
Se lanzaron cinco sencillos para promocionar Breakaway. Su canción principal, «Breakaway», se lanzó originalmente en julio de 2004, como la banda sonora de la película de Disney The Princess Diaries 2: Royal Engagement y luego se relanzó como el quinto sencillo del álbum en mayo de 2006. Se convirtió en el tercer sencillo top 10 de Clarkson en el Billboard Hot 100 con un puesto de número seis. Fue un gran éxito en la radio adulta contemporánea, encabezando el Billboard Adult Contemporary durante 21 semanas y la lista Adult Contemporary Audience durante 28 semanas (su número uno más largo en cualquier lista). «Since U Been Gone» fue lanzado como el sencillo principal del álbum en noviembre de 2004 y se convirtió en el sencillo más exitoso de Clarkson en el Hot 100 a pesar de alcanzar el puesto número dos. El segundo y tercer sencillo, «Behind These Hazel Eyes» y «Because of You», también siguieron su ejemplo, alcanzando el número seis y el número siete en el Hot 100, respectivamente. «Because of You» se convirtió en el sencillo más importante de Clarkson en todo el mundo, alcanzando el número uno en la lista European Hot 100 Singles y en las listas nacionales de Brasil, Holanda, Dinamarca y Suiza. El cuarto sencillo, «Walk Away», alcanzó el puesto número doce en el Hot 100. Según Mediabase, Clarkson fue la artista más tocado de 2006 en los Estados Unidos.

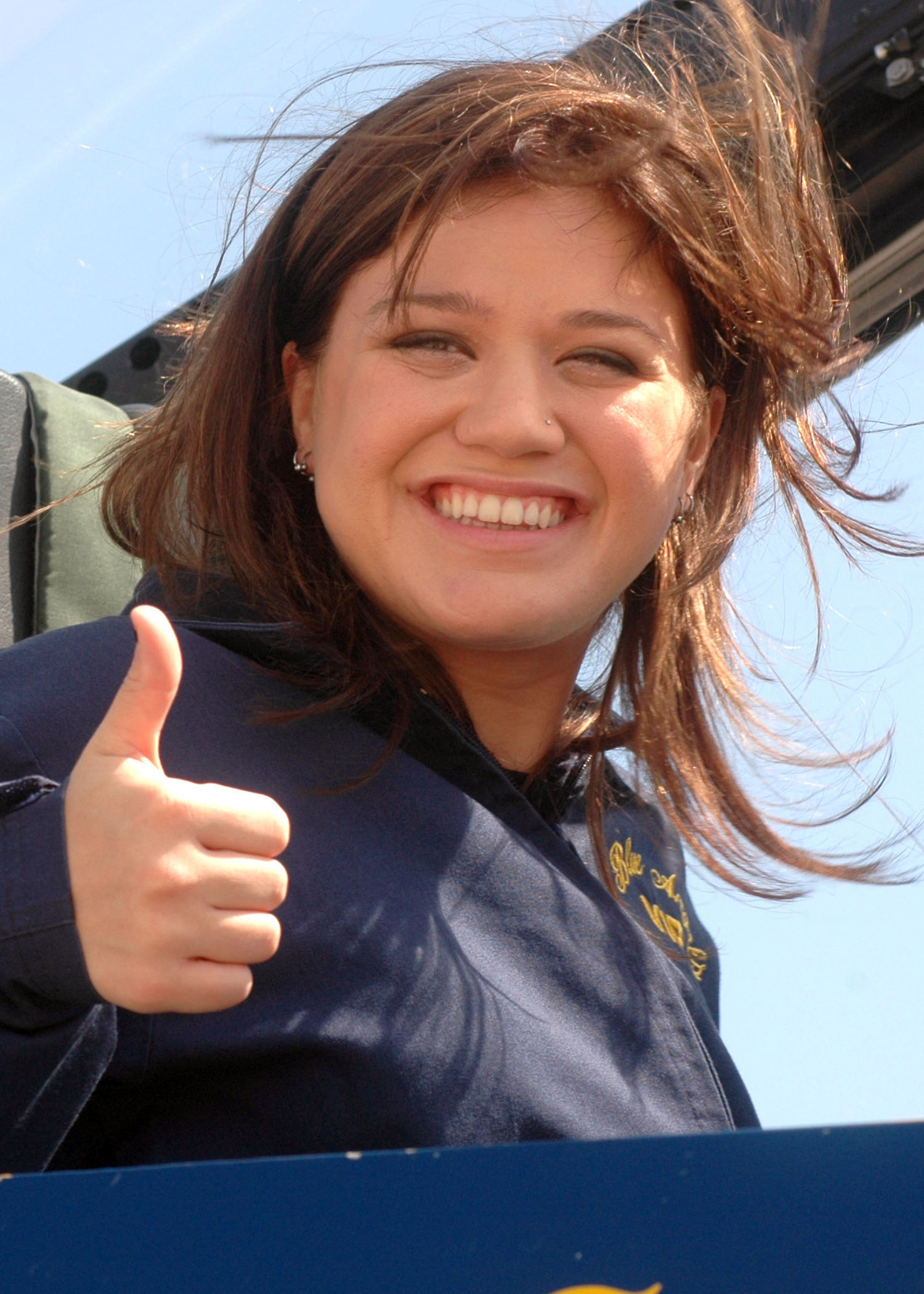
Clarkson en la Estación Aérea Naval de Fort Worth, Texas en 2006.

Breakaway le valió a Clarkson muchos elogios, incluidos dos trofeos en la 48.ª edición de los Premios Grammy: Mejor interpretación vocal pop femenina por «Since U Been Gone» y Mejor álbum vocal pop. También ganó el premio al Mejor video femenino dos años seguidos, por «Since U Been Gone» y «Because of You», en los MTV Video Music Awards. El segundo álbum de video de Clarkson, Behind Hazel Eyes, fue lanzado el 29 de marzo de 2005. En 2005, actuó y participó durante la trigésima temporada de la serie de comedia estadounidense Saturday Night Live y la serie de telerrealidad Damage Control con el líder de Simple Plan, Pedro Bouvier. Interpretó «The Star-Spangled Banner» en el Juego 2 de las Finales de la NBA. También actuó durante las festividades All-Star Game y los Juegos Olímpicos de Invierno de 2006 en Torino, Italia; En 2006, Clarkson grabó «Go» como descarga gratuita para la campaña publicitaria de Ford Motor Company.

### 2007-2009:My DecemberyAll I Ever Wanted
El tercer álbum de estudio de Clarkson, My December, fue lanzado el 22 de junio de 2007. El álbum se basaba en temas más oscuros y música rock más pesada. Clarkson reemplazó a Davis como productor ejecutivo y coescribió todas las pistas. Optó por colaborar con los miembros de su banda en lugar de sus productores y colaboradores anteriores. Su producción y lanzamiento se convirtió en tema de disputa con RCA, particularmente con Davis. Notó la falta de aportes de producción profesional del álbum y quería que ella volviera a grabar pistas con un atractivo más convencional, a lo que ella se negó. Clarkson se defendió diciendo: «He vendido más de 15 millones de discos en todo el mundo, y todavía nadie escucha lo que tengo que decir. Me importa una mierda ser una estrella. Siempre he querido cantar y escribir». El álbum recibió una respuesta positiva, pero la falta de promoción debido a la renuencia de RCA llevó a Clarkson a despedir a Kwatinetz y Live Nation para cancelar la gira que lo acompañaba, My December Tour, y reprogramarla a una escala más pequeña con los actos de apoyo Jon McLaughlin, Sean Kingston y Mandy Moore. Más tarde, Clarkson contrató al gerente de talentos Narvel Blackstock de Starstruck Management. Blackstock era el esposo de la artista country Reba McEntire, de quien Clarkson es un amigo cercano. Más tarde, Clarkson se disculpó con Davis, citándolo como «un asesor clave» en su éxito.

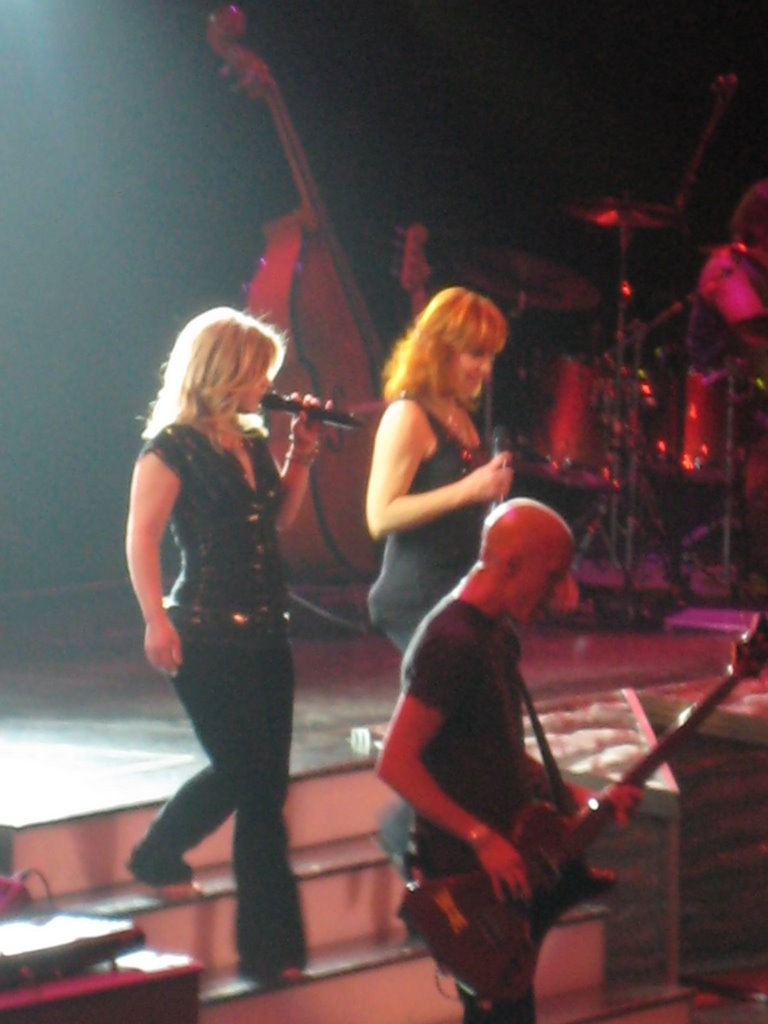
Clarkson y Reba McEntire actuando en el 2 Worlds 2 Voices Tour en 2008.

My December debutó en el número dos en la lista Billboard 200 y fue certificado platino por la RIAA. El álbum vendió más de 2,5 millones de copias en todo el mundo. Presentó solo un sencillo de gran éxito, «Never Again», que debutó y alcanzó el puesto número ocho en el Billboard Hot 100, su debut más alto en la lista. El 7 de julio de 2007, Clarkson actuó en la etapa estadounidense del concierto Live Earth. Clarkson se asoció con NASCAR durante su temporada de 2007, apareciendo en anuncios televisados, actuó en conciertos previos a la carrera, promocionó el Día de NASCAR y apareció en el banquete de campeones en diciembre.
Clarkson colaboró con Reba McEntire en un especial de CMT Crossroads de una hora de duración en el Ryman Auditorium de Nashville el 22 de febrero de 2007. Presentado por Dolly Parton, Clarkson interpretó «Why Haven't I Heard from You» y «Does He Love You» con Martina McBride en el especial de televisión CMT Giants: Reba McEntire. También apareció en un episodio de la comedia de situación Reba de McEntire, que se emitió el 14 de enero de 2007. En los Academy of Country Music Awards el 16 de mayo de 2007, Clarkson y McEntire cantaron una versión country de «Because of You», que también se convirtió en el sencillo principal del álbum Reba: Duets. Alcanzó el puesto número dos en la lista Billboard Hot Country Songs y fue nominado a un premio Grammy a la mejor colaboración country con voces. A lo largo de 2008, Clarkson y McEntire se embarcaron en la gira 2 Worlds 2 Voices Tour para apoyar a Reba: Duets y My December.
El cuarto álbum de Clarkson, All I Ever Wanted, fue lanzado el 10 de marzo de 2009. Clarkson continuó coescribiendo su propio material, pero esta vez volvió a un sonido orientado a la corriente principal al reunirse con sus colaboradores anteriores Dr. Luke, Martin y DioGuardi y los nuevos colaboradores Howard Benson, Claude Kelly, Ryan Tedder, Glen Ballard, Matt Thiessen y Katy Perry en la contribución de pistas para el álbum. El lanzamiento de All I Ever Wanted fue recibido con elogios positivos de los críticos musicales por sus temas más ligeros. El álbum fue un éxito comercial, debutando en el número uno en el Billboard 200 y permaneciendo allí durante dos semanas. El álbum ha vendido más de un millón de copias en los Estados Unidos y le valió a Clarkson una nominación al Mejor álbum de pop vocal en la 52.ª entrega anual de los Premios Grammy.

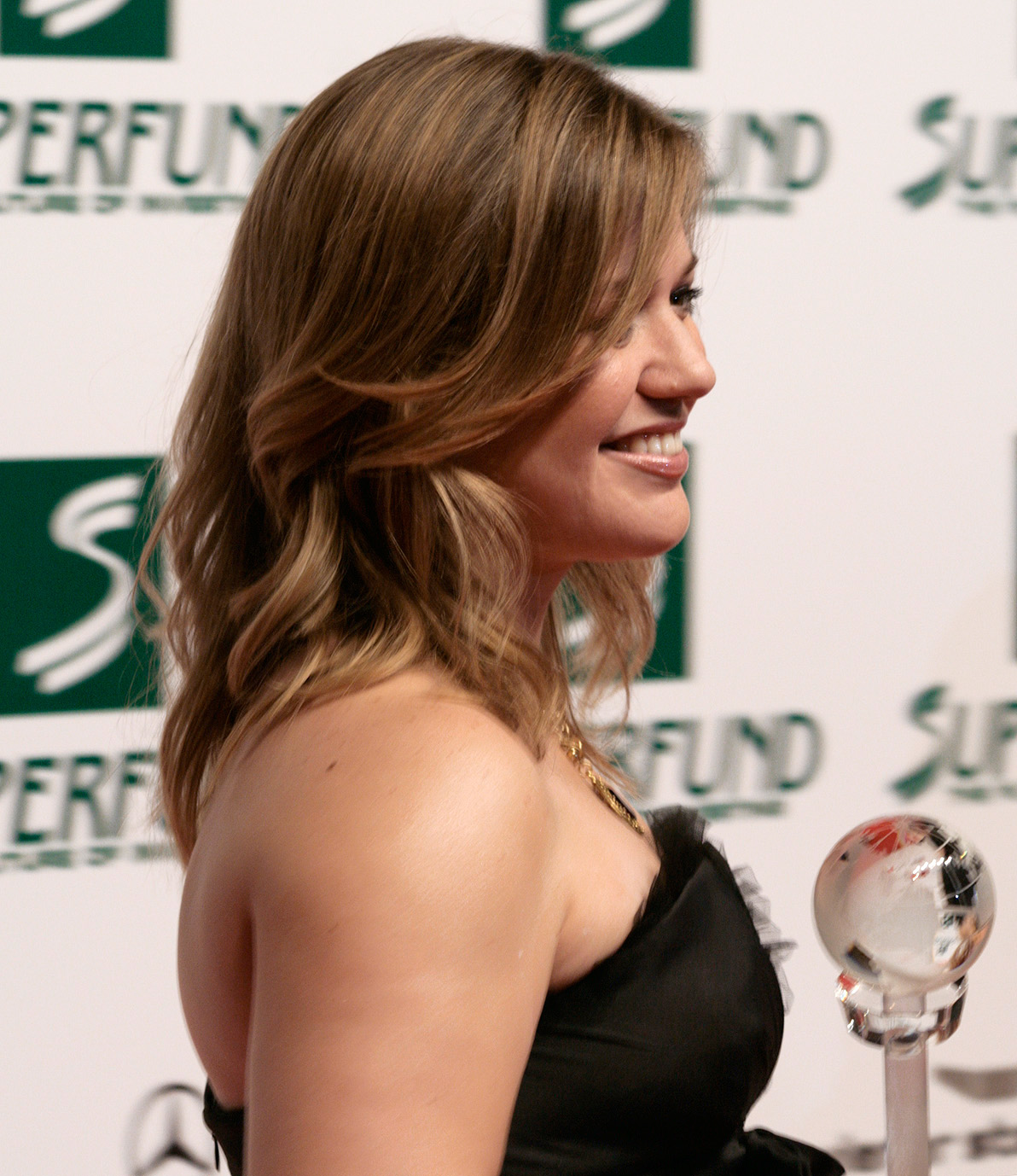
Kelly Clarkson en los Women's World Awards 2009 en Viena en Austria.

Su primer sencillo, «My Life Would Suck Without You», se convirtió en un éxito internacional. Entró en el Billboard Hot 100 en el número 97 y subió a la primera posición la semana siguiente, rompiendo el récord del mayor salto al número uno en una sola semana que anteriormente ostentaba «Womanizer» de Britney Spears. También encabezó las listas en el Reino Unido, Canadá y Hungría. Le siguieron dos sencillos más entre los veinte primeros, «I Do Not Hook Up» y «Already Gone». El lanzamiento de «Already Gone» se convirtió en tema de otra disputa entre Clarkson y RCA, después de que ella se dio cuenta de sus similitudes con la canción «Halo» de Beyoncé, ambas producidas por Tedder. La promoción adicional del álbum terminó abruptamente con el éxito limitado de su cuarto y último sencillo, «All I Ever Wanted» y «Cry». Clarkson apoyó a All I Ever Wanted con la gira All I Ever Wanted Tour de 2009 a 2010. También actuó como una de las artistas principales para el regreso de VH1 Divas en septiembre de 2009. Clarkson se convirtió en mentor invitado en la serie de televisión holandesa X Factor en noviembre de 2009.

### 2010-2012:Stronger,DuetsyGreatest Hits – Chapter One
Clarkson grabó un dueto country con Jason Aldean, «Don't You Wanna Stay», para su álbum de 2010 My Kinda Party. Se convirtió en su primera canción número uno en la lista Hot Country Songs de Billboard y ha vendido más de 2,7 millones de copias, lo que la convierte en la colaboración country más vendida de la historia. Recibió numerosos elogios relacionados con el país, incluida una nominación para un premio Grammy a la mejor interpretación de dúo o grupo de país en la 54.ª edición de los Premios Grammy. Clarkson incorporó una ligera vibra country en su quinto álbum de estudio, Stronger, que también fue influenciado por Prince, Tina Turner, Sheryl Crow, and Radiohead. Trabajó con varios productores, incluidos Greg Kurstin, Ester Dean, Darkchild, Toby Gad, Steve Jordan y Howard Benson. Lanzado el 21 de octubre de 2011, Stronger debutó en el número dos en el Billboard 200 y fue certificado platino por la RIAA. También fue aplaudido por la crítica y ganó el Premio Grammy al mejor álbum de pop vocal en los Premios Grammy de 2013, convirtiéndola en la primera artista en ganar el premio dos veces.

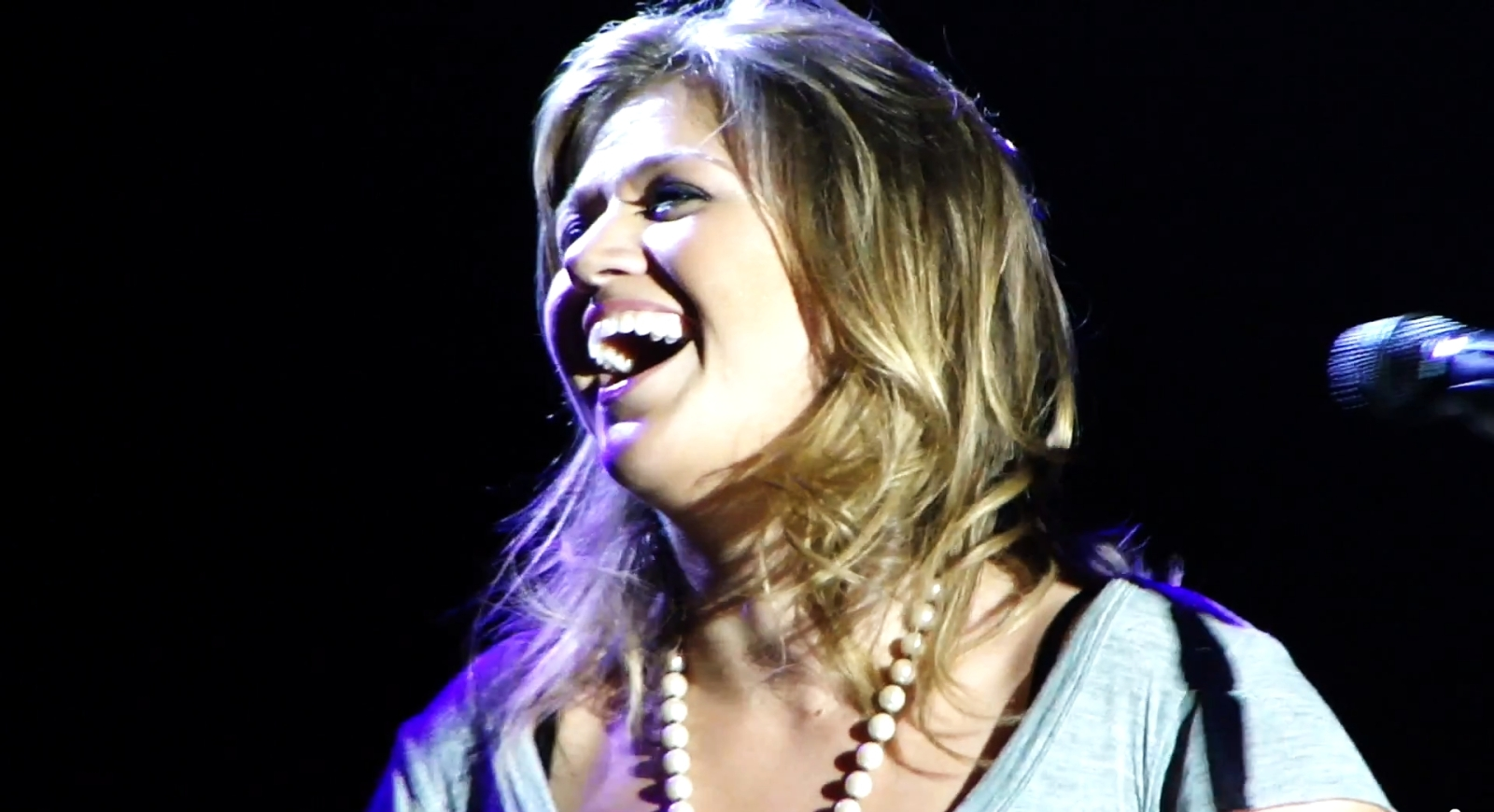
Clarkson actuando en Sudbury, Canadá, en 2011.

El sencillo principal de Stronger, «Mr. Know It All», fue lanzado en septiembre de 2011. Alcanzó el número uno en Australia y Corea del Sur y alcanzó una posición entre los diez primeros en siete países, incluido Estados Unidos, donde se convirtió en su noveno éxito entre los diez primeros en la lista Billboard Hot 100. También se convirtió en un éxito cruzado en las listas de países, lo que llevó a RCA a reeditar una versión de país. «Stronger (What Doesn't Kill You)» fue el segundo sencillo en enero de 2012 y encabezó dieciséis listas de Billboard, convirtiéndose en su tercer número uno en el Hot 100. También alcanzó el número uno en Polonia y Eslovaquia y se ubicó entre los diez primeros en muchas otras listas de todo el mundo. Sigue siendo el sencillo más vendido de Clarkson, con 4,9 millones de copias vendidas solo en los Estados Unidos. La canción fue nominada a tres premios Grammy: Grabación del año, Canción del año y Mejor interpretación pop solista. «Dark Side» fue lanzado como el tercer y último sencillo en junio de 2012 y logró un éxito modesto. Se convirtió en su undécimo éxito entre los diez primeros en la lista Adult Pop Songs de Billboard, y superó a Sheryl Crow y Katy Perry como la artista femenina con más canciones entre los diez primeros en la lista.
El lanzamiento de Stronger estuvo acompañado por dos EP, The Smoakstack Sessions y iTunes Session. Este último debutó en el número 85 del Billboard 200 y fue promocionado por su único sencillo, una versión de «I'll Be Home for Christmas». Clarkson coescribió «Tell Me a Lie», que fue grabado por la banda de chicos británica One Direction para su álbum debut, Up All Night (2011). Clarkson promocionó Stronger con dos giras de conciertos, Stronger Tour y co-encabezando Kelly Clarkson/The Fray Tour con la banda de rock alternativo The Fray. El 5 de febrero de 2012, interpretó «The Star-Spangled Banner» en el Super Bowl XLVI con gran éxito de crítica. Más tarde lanzó un sencillo promocional, «Get Up (A Cowboys Anthem)», para su uso en la campaña publicitaria de la NFL de Pepsi.

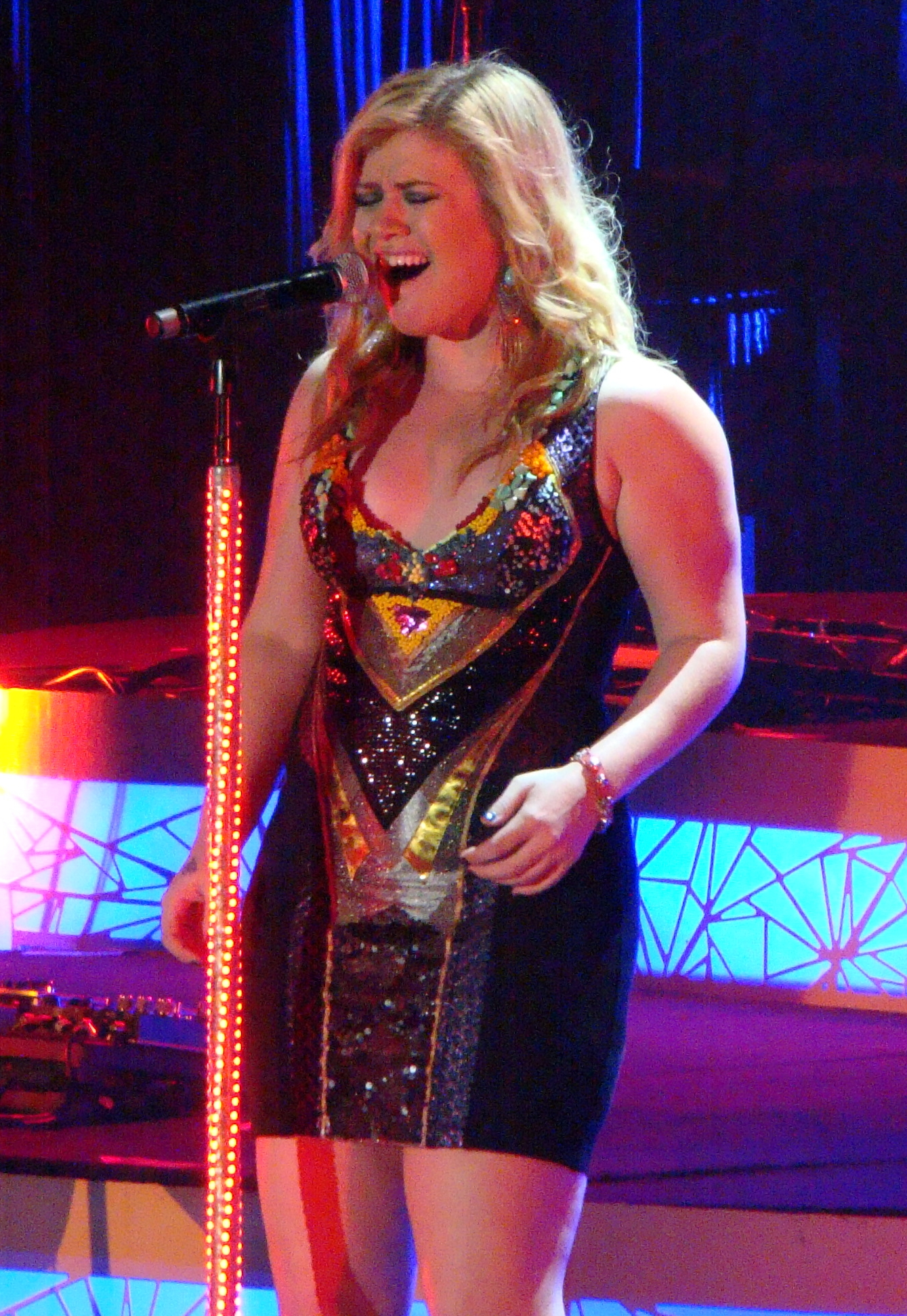
Clarkson actuando en su Stronger Tour en 2012.

Clarkson se desempeñó como mentor y juez, junto con John Legend, Jennifer Nettles y Robin Thicke, en el programa de televisión de ABC Duets, que se estrenó el 24 de mayo de 2012. El programa concluyó el 19 de julio de 2012, con el concursante de Clarkson, Jason Farol, terminando como segundo finalista. También se convirtió en mentora invitada del equipo de Blake Shelton en la segunda temporada de la serie de televisión estadounidense The Voice. Los dos colaboraron más tarde en una versión de «There's a New Kid in Town» para el álbum navideño de Shelton de 2012, Cheers, It's Christmas.
Para conmemorar el décimo aniversario de su carrera musical, Clarkson lanzó su primer álbum de grandes éxitos, Greatest Hits - Chapter One, el 19 de noviembre de 2012. Tres nuevas canciones grabadas para la compilación: «Catch My Breath», «Don't Rush». (con el músico de country Vince Gill) y «People Like Us», fueron lanzados como sencillos. «Catch My Breath» se convirtió en su decimocuarto éxito entre los veinte primeros en la lista Hot 100, así como en su sencillo número 13 con un millón de ventas en los Estados Unidos. Según Billboard, fue la tercera canción contemporánea adulta más importante de 2013. Sin embargo, sus sencillos de seguimiento se desempeñaron moderadamente bien en las listas. Clarkson obtuvo más nominaciones de la industria de la música country, incluida la Mejor actuación de dúo/grupo country por «Don't Rush» en la 56.ª Entrega Anual de los Premios Grammy y Vocalista femenina del año en los Premios de la Asociación de Música Country de 2012. Chapter One finalmente obtuvo la certificación de oro en Australia, el Reino Unido y los Estados Unidos.

### 2013-2015:Wrapped in RedyPiece by Piece

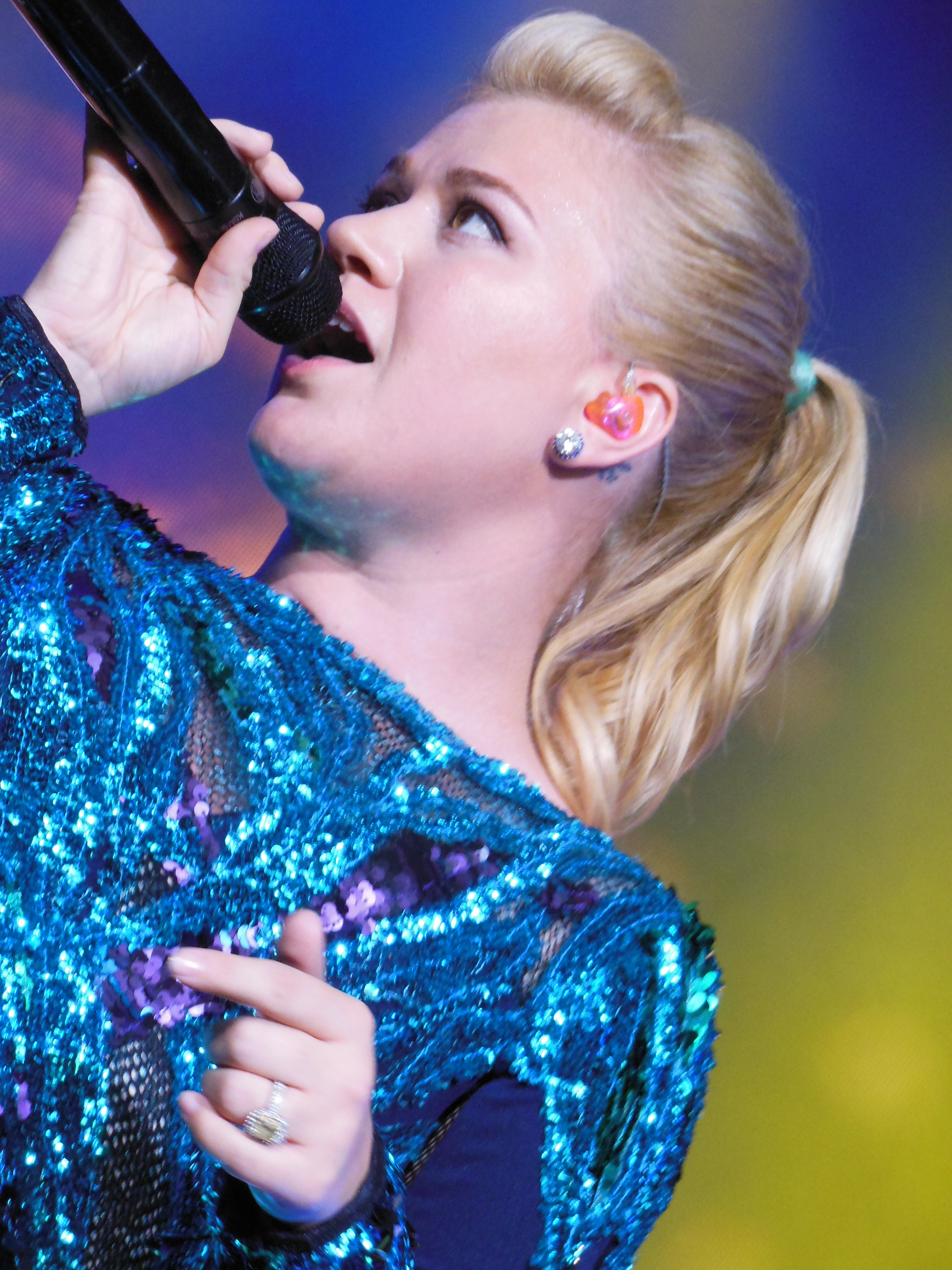
Clarkson actuando en el 12th Annual Honda Civic Tour en agosto de 2013.

En enero de 2013, Clarkson interpretó «My Country, 'Tis of Thee» en la segunda toma de posesión del presidente estadounidense Barack Obama. Su interpretación en vivo fue aclamada por la crítica, que la contrastó con la actuación pregrabada de Beyoncé durante el mismo evento. En febrero de 2013, interpretó «Tennessee Waltz» y «(You Make Me Feel Like) A Natural Woman» en la 55.ª edición de los Premios Grammy como tributo a Patti Page y Carole King. También lanzó un sencillo que no pertenece al álbum, «Tie It Up», exclusivamente para estaciones de música country en junio de 2013. Clarkson y Maroon 5 se presentaron en 24 conciertos como parte de la 12.ª gira anual Honda Civic Tour, que comenzó el 1 de agosto de 2013 y finalizó el 6 de octubre de 2013. Apareció en la versión regrabada de «Foolish Games» para la primera compilación de Jewel, Greatest Hits (2013). Clarkson también colaboró con el cantante Robbie Williams en la canción «Little Green Apples» para su álbum de 2013 Swings Both Ways.
El sexto álbum de estudio de Clarkson y el primer disco navideño, Wrapped in Red, fue producido únicamente por Greg Kurstin. Ella coescribió las cinco canciones originales y grabó once versiones de canciones y villancicos navideños. Lanzado el 25 de octubre de 2013, el álbum debutó en el número uno en Billboard Top Holiday Albums y en el número tres en la lista Billboard 200. Para diciembre de 2013, Wrapped in Red ya había sido certificado platino por la RIAA y finalmente se convirtió en el álbum navideño más vendido del año, convirtiéndola en la primera artista femenina estadounidense en hacerlo. El sencillo principal del álbum, «Underneath the Tree», fue un éxito número uno contemporáneo para adultos tanto en los Estados Unidos como en Canadá. Posteriormente, Clarkson se convirtió en el noveno acto contemporáneo para adultos más importante de Billboard de 2013. El 11 de diciembre de 2013, su primer debut especial navideño, Kelly Clarkson's Cautionary Christmas Music Tale, obtuvo más de 5,3 millones de espectadores. En diciembre de 2013, Citizen Watch Co. anunció a Clarkson como su embajadora de marca más reciente. Manteniendo su relación con actos de música country en 2014, Clarkson colaboró con Martina McBride en «In the Basement» (originalmente de Etta James y Sugar Pie DeSanto) para el álbum Everlasting de McBride y con Trisha Yearwood en «PrizeFighter» para la compilación de Yearwood PrizeFighter: Hit After Hit. Clarkson también realizó una interpretación de «All I Ask of You» con Josh Groban en su séptimo álbum de estudio, Stages, y su especial de televisión complementario. Apareció en «Second Hand Heart» de Ben Haenow, el sencillo principal de su álbum de estudio debut.
En febrero de 2015, Clarkson lanzó Piece by Piece, su séptimo y último álbum de estudio bajo su contrato de grabación con RCA Records. Musicalmente, es un álbum de electropop y dance, con colaboraciones de Kurstin, Jesse Shatkin, Sia, John Legend y Shane McAnally, entre otros. Piece by Piece recibió una respuesta razonablemente positiva de los críticos musicales y se convirtió en su tercer álbum en debutar en la cima de la lista Billboard 200. Para promocionar el álbum, Clarkson apareció en varias presentaciones televisadas, incluida la decimocuarta temporada de American Idol, donde se convirtió en la única alumna en dedicarse a una semana competitiva que presenta su discografía. También apoyó la gira Piece by Piece Tour a lo largo de 2015, que se vio interrumpida por sus visitas mundiales siguiendo las recomendaciones médicas para un descanso vocal durante el año.
Piece by Piece generó tres sencillos. El primero, «Heartbeat Song», alcanzó el puesto 21 en la lista Billboard Hot 100 y se convirtió en un éxito entre los diez primeros en el Reino Unido, Austria, Polonia y Sudáfrica. Sin embargo, Clarkson no logró un éxito similar con el segundo sencillo, «Invincible». El tercer y último sencillo, «Piece by Piece», debutó y alcanzó el puesto número ocho en la lista Hot 100, luego de la emotiva actuación de Clarkson en la decimoquinta temporada de American Idol. Se convirtió en su undécimo éxito entre los diez primeros en Estados Unidos y coincidió con «Never Again» como su debut más alto en la lista. En la 58.ª edición de los Premios Grammy, el álbum y «Heartbeat Song» fueron nominados a Mejor álbum vocal pop y mejor interpretación solista pop, respectivamente. Al año siguiente, la canción principal también recibió una nominación a mejor interpretación pop solista.

### 2016-2018: Libros para niños,Meaning of LifeyThe Voice
En febrero de 2016, se anunció que Clarkson había firmado un contrato de libros con HarperCollins. Su primer libro para niños, River Rose and the Magical Lullaby, se publicó el 4 de octubre de 2016. El libro presenta una canción de cuna original escrita e interpretada por Clarkson. Sobre la posibilidad de escribir más libros en el futuro, Clarkson le dijo a Publishers Weekly: «Tengo algunas ideas: podría haber una canción de cuna para cada libro. Tenemos una gran cantidad de historias y ya he escrito siete canciones, completas, así que tendremos que ver cuáles podrían convertirse en un libro. Pero sí, definitivamente habrá más». El segundo libro presenta River Rose, River Rose and the Magical Christmas, fue lanzado el 24 de octubre de 2017 e incluía una canción original escrita y cantada por Clarkson, «Christmas Eve».

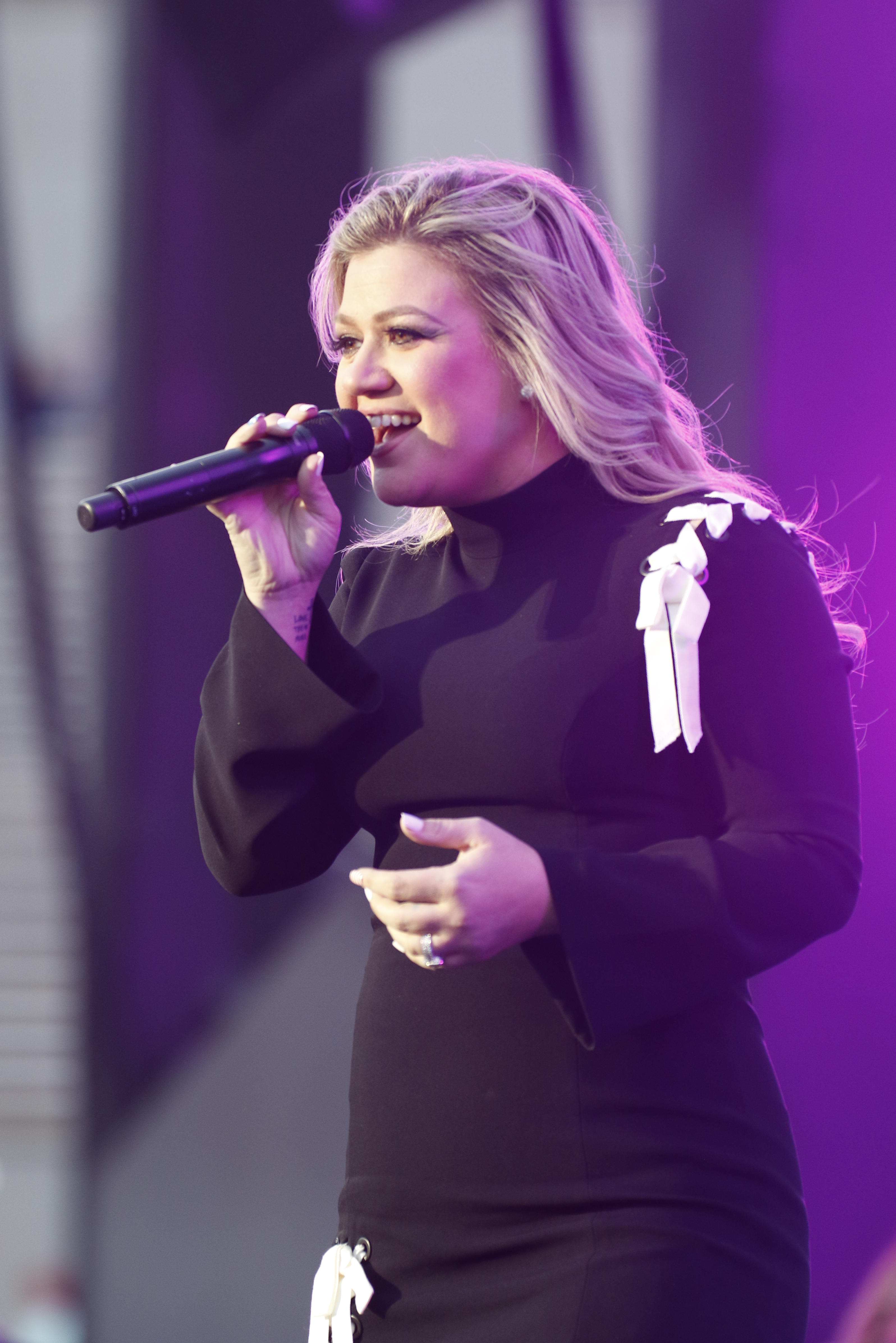
Clarkson actuando en la ceremonia de apertura de los Juegos DoD Warrior 2018.

El 15 de marzo de 2016, la primera dama Michelle Obama lanzó «This Is for My Girls», una canción colaborativa con voces de Clarkson, Janelle Monáe, Kelly Rowland, Lea Michele, Zendaya y Missy Elliott para coincidir con el discurso de Barack Obama en SXSW y para promover la iniciativa educativa del tercer mundo de la primera dama Let Girls Learn. Clarkson grabó una versión en solitario de «It's Quiet Uptown» para The Hamilton Mixtape. Su versión fue lanzada el 3 de noviembre de 2016 como sencillo promocional del álbum. También grabó un dueto llamado «Love Goes On» con Aloe Blacc para la banda sonora original de The Shack, que se lanzó en los Estados Unidos el 3 de marzo de 2017.) El 11 de mayo de 2017, se anunció que Clarkson se uniría a The Voice como entrenador para la decimocuarta temporada de la serie.
El 24 de junio de 2016, Clarkson anunció que había firmado un contrato mundial a largo plazo con Atlantic Records, con la intención de lanzar un octavo álbum de estudio influenciado por el soul en 2017. El 4 de septiembre de 2017, Clarkson anunció su nuevo sencillo principal «Love So Soft», que se lanzó el 7 de septiembre de 2017, junto con la canción «Move You». El 6 de septiembre de 2017, Clarkson anunció que su álbum, Meaning of Life, se lanzaría el 27 de octubre de 2017. Clarkson inauguró la 45.ª edición de los American Music Awards con P!nk, y juntas interpretaron "Everybody Hurts» de R.E.M. para honrar a los socorristas. Más adelante en el programa, interpretó «Miss Independent» y «Love So Soft». «Love So Soft» fue nominada a Mejor interpretación pop solista en la 60.ª edición de los Premios Grammy. Ahora tiene el récord de más nominaciones en esa categoría con cuatro. Con el lanzamiento de Meaning of Life, Clarkson reveló que tuvo conversaciones con Atlantic Records sobre el sonido del disco de seguimiento y ha expresado interés en aventurarse más profundamente en el R&B y la música pop conmovedora.
Clarkson prestó su voz en la película animada por computadora The Star, junto a Oprah Winfrey, Steven Yeun, Tyler Perry y otros. La película está basada en la Natividad de Jesús. Desarrollada por Sony Pictures Animation, la película se estrenó el 17 de noviembre de 2017. Esta fue la primera película en la que Clarkson interpretó un papel de voz. Clarkson también tuvo un papel de voz invitada en la serie animada de Netflix Home: Adventures with Tip & Oh, interpretándose a sí misma en el especial navideño animado de la serie de 2017, Home for the Holidays, junto a Ben Schwartz. En marzo de 2018, Clarkson lanzó «I've Loved You Since Forever», una versión en balada del libro infantil de Hoda Kotb. Clarkson presentó y actuó en los Billboard Music Awards 2018 el 20 de mayo de 2018. En la decimocuarta temporada de The Voice, Brynn Cartelli fue coronada ganadora, dándole a Clarkson su primera victoria. En la decimoquinta temporada de The Voice, Chevel Shepherd fue coronada ganadora, lo que le dio a Clarkson su segunda victoria consecutiva y la convirtió en la primera entrenadora en ganar varias temporadas.

### 2019-2022:The Kelly Clarkson ShowyWhen Christmas Comes Around...
El 28 de febrero de 2019, se anunció que volvería a presentar los Billboard Music Awards de 2019, que se emitieron el 1 de mayo de 2019. Clarkson expresó a Moxy y proporcionó canciones originales en la película de comedia musical animada UglyDolls, que se estrenó el 3 de mayo de 2019. El 27 de marzo de 2019, lanzó «Broken & Beautiful", el sencillo principal de UglyDolls: Original Motion Picture Soundtrack. Clarkson también comenzó a presentar el programa de entrevistas de variedades durante el día, The Kelly Clarkson Show, que se estrenó el 9 de septiembre de 2019. En diciembre de 2019, Jake Hoot fue coronado ganador de la decimoséptima temporada de The Voice, lo que le dio a Clarkson su tercera victoria como entrenadora en cuatro temporadas.
En noviembre de 2019, Clarkson anunció una residencia en Las Vegas, Kelly Clarkson: Invincible. La residencia debía tener lugar en el Teatro Zappos. Se suponía que se desarrollaría de abril a septiembre de 2020, pero se pospuso indefinidamente debido a la pandemia de coronavirus. También en noviembre de 2019, Clarkson apareció en la serie dramática de Apple TV+ The Morning Show como ella misma, interpretando su canción «Heat» e interactuando con los presentadores ficticios del programa. En febrero de 2020, Clarkson se convirtió en embajadora de marca de Wayfair. Además, Wayfair lanzó «una colección 'exclusiva' de muebles y decoración inspirada en Clarkson y sus raíces tejanas». El 10 de abril de 2020, se lanzó Trolls World Tour, que presentaba un personaje con la voz de Clarkson. El 16 de abril de 2020, Clarkson lanzó el sencillo independiente «I Dare You» en inglés, así como duetos en cinco idiomas diferentes con cinco artistas nativos. En mayo de 2020, The Kelly Clarkson Show obtuvo siete nominaciones, la mayor cantidad para cualquier programa de entrevistas, con Clarkson ganando en la categoría presentador de programa de entrevistas de entretenimiento destacado.

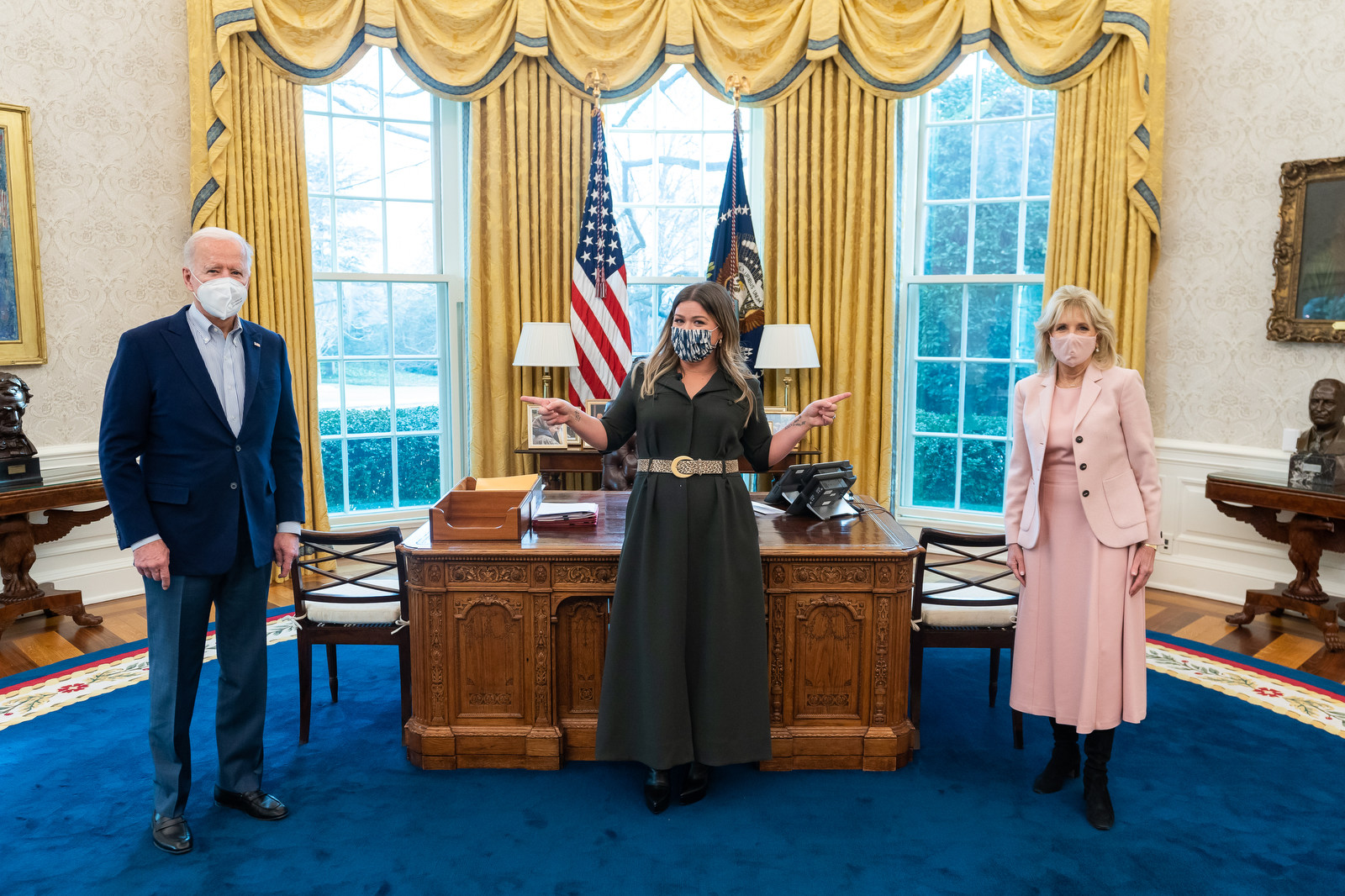
Clarkson con el Presidente Joe Biden y la Primera dama Jill Biden en 2021.

En junio de 2020, se anunció que recibiría una estrella en el Paseo de la Fama de Hollywood en 2021, siendo incluida en la categoría de Grabación. En mayo de 2021, NBC anunció que el programa de Clarkson se haría cargo del horario de The Ellen DeGeneres Show después de que finalice en 2022. En junio de 2021, Clarkson ganó dos premios Primetime Emmy, incluido el de entretenimiento destacado en programas de entrevistas y una segunda victoria consecutiva como presentador destacado de programas de entrevistas de entretenimiento.
El 23 de septiembre de 2021, Clarkson lanzó «Christmas Isn't Canceled (Just You)», el sencillo principal de su noveno álbum de estudio y segundo álbum de Navidad, When Christmas Comes Around.... El álbum fue lanzado el 15 de octubre de 2021 con críticas positivas y le valió a Clarkson una nominación al Premio Grammy al mejor álbum de pop vocal tradicional. En noviembre de 2021, Clarkson actuó en el segundo especial anual de vacaciones de iHeartRadio. Presentó su segundo especial de Navidad titulado Kelly Clarkson Presents: When Christmas Comes Around, que se estrenó en NBC el 1 de diciembre de 2021. También en diciembre de 2021, Girl Named Tom se coronó ganadora de la vigésima primera temporada de The Voice. Son el primer grupo en ganar una temporada estadounidense y aseguraron la cuarta victoria de Clarkson como entrenadora.
En febrero de 2022, Clarkson y Snoop Dogg fueron nombrados coanfitriones de la serie de concursos de canto American Song Contest. Es una adaptación del popular concurso internacional de composición de canciones Eurovision Song Contest. La serie se estrenó el 21 de marzo de 2022.
El 9 de junio de 2022, Clarkson lanzó Kellyoke, un EP que consta de seis versiones de canciones que Clarkson cubrió durante su segmento «Kellyoke» en su programa de entrevistas. También reveló que su décimo álbum de estudio y el seguimiento de Meaning of Life de 2017 y el álbum de Navidad de 2021 When Christmas Comes Around... están completos, pero Clarkson quería más tiempo para prepararse para la promoción y el lanzamiento de la colección.
En junio de 2022, Clarkson ganó dos premios Daytime Emmy, incluido el de entretenimiento destacado en programas de entrevistas por segundo año consecutivo y el de presentador destacado de programas de entrevistas de entretenimiento por tercer año consecutivo. Clarkson recibió una estrella en el Paseo de la Fama de Hollywood el 19 de septiembre de 2022. Clarkson aparece en la canción de Kelsea Ballerini, «You're Drunk, Go Home» junto con Carly Pearce, que se lanzó en septiembre de 2022.

### 2023:Chemistry
Clarkson fue la anfitriona de la 12.ª entrega anual de honores de la NFL el 9 de febrero de 2023. Después de quitar la vigésima segunda temporada de The Voice, en octubre de 2022 se anunció que Clarkson regresaría para la vigésima tercera temporada en 2023.
Clarkson hizo una versión de la canción de Cole Porter, «Don't Fence Me In» en el EP de Jeff Goldblum y The Mildred Snitzer Orchestra, Play Well with Others, que se lanzó en marzo de 2023.
El 26 de marzo de 2023, anunció su décimo álbum de estudio, Chemistry, que se lanzará el 23 de junio de 2023. Los sencillos principales del álbum, «Mine» y «Me», se lanzaron el 14 de abril de 2023. El 27 de marzo de 2023, Clarkson anunció una residencia de diez noches en Las Vegas, Chemistry: An Intimate Evening with Kelly Clarkson, que se desarrollará del 28 de julio al 19 de agosto de 2023 en el Bakkt Theatre.

## Vida personal
Se casó el 20 de octubre de 2013 con Brandon Blackstock. Su hija, River Rose, nació en 2014 y su hijo, Remington Alexander, en 2016. En junio de 2020 se anunció que la pareja se divorciaba tras siete años de matrimonio.
En marzo de 2022, se informó que su divorcio se había formalizado. El 21 de noviembre de 2023, Clarkson recibió más de 2.6 millones de dólares de su exmarido por las comisiones que le pagó por los acuerdos comerciales que consiguió como su representante. El Comisionado Laboral de California dictaminó que Blackstock violó la Ley de Agencias de Talento del estado al gestionar estos acuerdos, que deberían haber sido gestionados por los agentes de talento de Clarkson en Creative Artists Agency. El fallo incluyó las comisiones por el papel de Clarkson en The Voice y otros acuerdos promocionales, pero no exigió el reembolso de los acuerdos relacionados con The Kelly Clarkson Show.Blackstock falleció de cáncer el 7 de agosto de 2025, a la edad de 48 años, tras casi 6 años de luchar contra la enfermedad.
En octubre de 2019, Clarkson declaró que ha estado lidiando con una enfermedad autoinmune y una afección tiroidea desde 2006, algo que ya había mencionado en Today en 2018.En febrero de 2022, Clarkson cambió su nombre legal a Kelly Brianne. 
En una entrevista, reveló que el cambio de nombre era para su vida personal, mientras que su nombre público permanecería igual. Clarkson explicó que el motivo de su cambio de nombre se debía a una relación tensa con su difunto padre.

## Filmografía
Cine
| Año  | Título               | Papel        | Notas        | Ref(s)  |
| ---- | -------------------- | ------------ | ------------ | ------- |
| 2002 | Issues 101           | Crystal      |              | [ 157 ] |
| 2003 | From Justin to Kelly | Kelly Taylor |              | [ 158 ] |
| 2011 | Broke                | Ella misma   | Documental   | [ 159 ] |
| 2017 | The Star             | Leah         | Papel de voz | [ 160 ] |
| 2019 | UglyDolls            | Moxy         | Papel de voz | [ 161 ] |
| 2020 | Trolls World Tour    | Delta Dawn   | Papel de voz | [ 162 ] |

### Televisión
| Año            | Título                      | Papel      | Notas                                                | Ref(s)                  |
| -------------- | --------------------------- | ---------- | ---------------------------------------------------- | ----------------------- |
| 2002           | American Idol               | Ella misma | Participante / Ganadora                              | [ 163 ]                 |
| 2005           | Saturday Night Live         | Ella misma | Invitada musical                                     | [ 163 ]                 |
| 2012 2018-2021 | The Voice                   | Ella misma | Asesora (Temporada 2) Entrenadora (Temporadas 14-21) | [ 163 ] [ 164 ] [ 165 ] |
| 2018           | 2018 Billboard Music Awards | Ella misma | Presentadora, especial de televisión                 | [ 166 ]                 |
| 2019-presente  | The Kelly Clarkson Show     | Ella misma | Presentadora y productora                            | [ 167 ]                 |
| 2019           | 2019 Billboard Music Awards | Ella misma | Presentadora, especial de televisión                 | [ 168 ]                 |
| 2019           | The Morning Show            | Ella misma | Invitada                                             | [ 169 ]                 |
| 2020           | America's Got Talent        | Ella misma | Jueza invitada, temporada 15                         | [ 170 ]                 |
| 2020           | 2020 Billboard Music Awards | Ella misma | Presentadora, especial de televisión                 | [ 171 ]                 |
| 2022           | American Song Contest       | Ella misma | Copresentadora; también productora ejecutiva         | [ 172 ]                 |

## Discografía
Álbumes de estudio
- Thankful (2003)
- Breakaway (2004)
- My December (2007)
- All I Ever Wanted (2009)
- Stronger (2011)
- Wrapped in Red (2013)
- Piece by Piece (2015)
- Meaning of Life (2017)
- When Christmas Comes Around... (2021)
- Chemistry (2023)

## Giras musicales
Propias
- The Breakaway Tour (2005–2006)
- Hazel Eyes Tour (2005)
- Addicted Tour (2006)
- My December Tour (2007–2008)
- All I Ever Wanted Tour (2009–2010)
- Stronger Tour (2012)
- Piece by Piece Tour (2015)
- Meaning of Life Tour (2019)

Compartidas
- American Idols LIVE! Tour 2002 (2002) (con los finalistas de la primera temporada de American Idol)
- Independent Tour (2004) (con Clay Aiken)
- 2 Worlds 2 Voices Tour (2008) (con Reba McEntire)
- Kelly Clarkson / The Fray Tour (2012) (con The Fray)
- 12th Annual Honda Civic Tour (2013) (con Maroon 5)